# 1 500 mètres masculin aux championnats du monde d'athlétisme 2005
Navigation
Paris 2003 Osaka 2007
L'épreuve du 1 500 mètres masculin des championnats du monde d'athlétisme 2005 s'est déroulée du 6 au 10 août 2005 dans le Stade olympique d'Helsinki, en Finlande. Elle est remportée par le Bahreïnien Rashid Ramzi.

## Résultats

### Finale
| Rang               | Athlète                 | Pays       | Temps         | Notes |
| ------------------ | ----------------------- | ---------- | ------------- | ----- |
| Médaille d'or      | Rashid Ramzi            | Bahreïn    | 3 min 37 s 88 |       |
| Médaille d'argent  | Adil Kaouch             | Maroc      | 3 min 38 s 00 | SB    |
| Médaille de bronze | Rui Silva               | Portugal   | 3 min 38 s 02 |       |
| 4                  | Ivan Heshko             | Ukraine    | 3 min 38 s 71 |       |
| 5                  | Arturo Casado           | Espagne    | 3 min 39 s 45 |       |
| 6                  | Juan Carlos Higuero     | Espagne    | 3 min 40 s 34 |       |
| 7                  | Alex Kipchirchir        | Kenya      | 3 min 40 s 43 |       |
| 8                  | Tarek Boukensa          | Algérie    | 3 min 41 s 01 |       |
| 9                  | Alan Webb               | États-Unis | 3 min 41 s 04 |       |
| 10                 | Daham Najim Bashir (en) | Qatar      | 3 min 43 s 48 |       |
| 11                 | Reyes Estévez           | Espagne    | 3 min 46 s 65 |       |
| 12                 | Yassine Bensghir        | Maroc      | 3 min 50 s 19 |       |

## Légende
Records et Performances
- AR : Record continental (area record)
- CR : Record des championnats (championship record)
- MR : Record du meeting (meet record)
- NR : Record national (national record)
- OR : Record olympique (olympic record)
- PR : Record paralympique (paralympic record)
- PB : Record personnel (personal best)
- SB : Meilleure performance personnelle de la saison (season's best)
- WL : Meilleure performance mondiale de l'année (world leader)
- WJR : Record du monde junior (world junior record)
- WR : Record du monde (world record)

Circonstances et Conditions
- DNF : N'a pas terminé (did not finish)
- DNS : N'a pas pris le départ (did not start)
- DQ : Disqualification (disqualification)
- NM : Aucun essai valable enregistré (No Mark)
- Q : Qualifié « directement » au prochain tour (ou à la prochaine compétition), lors d'une compétition majeure, grâce au classement ou à la réalisation des minima (automatic qualifier)
- q : Qualifié au prochain tour (ou à la prochaine compétition), lors d'une compétition majeure, grâce au repêchage ou à la réalisation de l'une des meilleures performances parmi celles des « non qualifiés directement » (grâce au meilleur temps ou à la meilleure distance par exemple) (secondary qualifier)